# SMS Kronprinz
SMS Kronprinz byla poslední bitevní loď třídy König německého císařského námořnictva. Stavba lodi byla zahájena v loděnici Germaniawerft v Kielu v listopadu 1911 a na vodu byla spuštěna 21. února 1914. Formálně byla u císařského námořnictva uvedena do služby 8. listopadu 1914, jen něco málo přes 4 měsíce po začátku první světové války. Jméno Kronprinz (česky: „korunní princ“) odkazuje na korunního prince Viléma a v červnu 1918 byla loď na jeho počest přejmenována na Kronprinz Wilhelm. Hlavní výzbroj tvořilo deset děl ráže 305 mm (12 palců) v pěti věžích po dvou a mohla se pohybovat maximální rychlostí 21 uzlů (39 km/h; 24 mph).
Spolu se svými třemi sesterskými loděmi König, Grosser Kurfürst a Markgraf se Kronprinz zúčastnila většiny operací floty během války, včetně bitvy u Jutska 31. května a 1. června 1916. Ačkoli se nacházela v přední části německé linie, vyšla z bitvy nepoškozená. Dne 5. listopadu 1916 ji během operace u dánského pobřeží torpédovala britská ponorka HMS J1. Po opravách se v říjnu 1917 zúčastnila operace Albion v Baltském moři, kdy zasáhla loď Cesarevič a přinutila ji ustoupit.
Po německé porážce a podepsání příměří v listopadu 1918 byla Kronprinz a většina válečných lodí Širokomořského loďstva internována královským námořnictvem ve Scapa Flow. Lodě byly odzbrojeny a počty posádky omezeny, zatímco spojenecké síly vyjednávaly konečnou verzi Versailleské smlouvy. 21. června 1919, několik dní před podpisem smlouvy, nařídil velitel internované floty kontradmirál Ludwig von Reuter potopení floty, aby zajistil, že se Britové lodí nezmocní. Na rozdíl od většiny ostatních potopených lodí nebyl Kronprinz nikdy vyzdvižen k sešrotování a vrak je stále na dně přístavu.